# Rachias dolichosternus
Rachias dolichosternus is een spinnensoort in de taxonomische indeling van de bruine klapdeurspinnen (Nemesiidae).
Rachias dolichosternus werd in 1938 beschreven door Mello-Leitão.